# Gran Premio de las Naciones de Motociclismo de 1967
El Gran Premio de las Naciones de Motociclismo de 1967 fue la undécima prueba de la temporada 1967 del Campeonato Mundial de Motociclismo. El Gran Premio se disputó el 3 de septiembre de 1967 en el Autodromo Nacional de Monza.

## Resultados 500cc
Mike Hailwood tuvo un fin de semana realmente malo en Monza. Ya había abandonado la carrera de 250cc y también su máquina se rompió en la carrera de 500cc. Hailwood comenzó más rápido que Giacomo Agostini, quien debido a su mal comienzo, también tuvo que evitar a los pilotos caídos Chris Conn y John Dodds. Mike Hailwood finalmente obtuvo una ventaja de 17 segundos, pero cuatro vueltas antes del final, uno de sus tubos de escape se rompió y la caja de cambios comenzó a mostrar problemas. Agostini logró pasarlo y así casi se aseguraba su título mundial de 500cc. Hailwood solo tenía una posibilidad teórica: ganar en Canadá mientras que Agostini tenía que quedarse sin puntos. Ago necesitaba, incluso con la victoria de Hailwood, un punto. Notable fue el quinto lugar de Giuseppe Mandolini, con un Moto Guzzi Monocilindrica 500 (monocilíndrico) de 1957.

| Pos.    | Piloto                | Equipo             | Tiempo     | Pts. |
| ------- | --------------------- | ------------------ | ---------- | ---- |
| 1       | Giacomo Agostini      | MV Agusta          | 1:00"17'2  | 8    |
| 2       | Mike Hailwood         | Honda              | +13'2      | 6    |
| 3       | Angelo Bergamonti     | Hannah-Paton       | +3 Vueltas | 4    |
| 4       | Fred Stevens          | Hannah-Paton       | +3 Vueltas | 3    |
| 5       | Giuseppe Mandolini    | Moto Guzzi         | +3 Vueltas | 2    |
| 6       | John Hartle           | Métisse-Matchless  | +3 Vueltas | 1    |
| 7       | Gyula Marsovszky      | Matchless          | +3 Vueltas |      |
| 8       | Dan Shorey            | Norton             | +4 Vueltas |      |
| 9       | Jack Findlay          | McIntyre-Matchless | +4 Vueltas |      |
| 10      | Karl Hoppe            | Matchless          | +4 Vueltas |      |
| 11      | Rex Butcher           | Norton             |            |      |
| 12      | Derek Lee             | Matchless          |            |      |
| 13      | Ernst Weiss           | Matchless          |            |      |
| 14      | György Kurucz         | Norton             |            |      |
| 15      | Pat Hewartson         | Norton             |            |      |
| 16      | Oliver Howe           | Norton             |            |      |
| 17      | Gianfranco Domeniconi | Norton             |            |      |
| 18      | Benedicto Zambotti    | Norton             |            |      |
| 19      | Emanuele Maugliani    | Norton             |            |      |
| Ret     | Edy Lenz              | Matchless          | Ret        |      |
| Ret     | John Dodds            | Norton             | Ret        |      |
| Ret     | Kel Carruthers        | Matchless          | Ret        |      |
| Ret     | Malcolm Stanton       | Norton             | Ret        |      |
| Ret     | Walter Scheimann      | Norton             | Ret        |      |
| Ret     | Billie Nelson         | Norton             | Ret        |      |
| Ret     | Chris Conn            | Norton             | Ret        |      |
| Ret     | Steve Spencer         | Norton             | Ret        |      |
| Ret     | Giovanni Perrone      | Bianchi            | Ret        |      |
| Ret     | Guido Miele           | Gilera             | Ret        |      |
| Ret     | Paolo Campanelli      | Matchless          | Ret        |      |
| Fuente: |                       |                    |            |      |

## Resultados 350cc
Con el título decidido, la carrera de 350cc fue más un tema de honor patrio entre Giacomo Agostini y Renzo Pasolini. Pelearon una dura batalla, pero por el segundo lugar porque Ralph Bryans ya había desaparecido en el horizonte con su Honda RC 174. En la octava vuelta, cuando Pasolini acababa de tomar el segundo lugar de Agostini, ambos se retiraron. Como resultado, el segundo hombre de Benelli, Silvio Grassetti, quedó segundo y Heinz Rosner acabó tercero.
.
| Pos. | Piloto             | Equipo            | Tiempo     | Pts. |
| ---- | ------------------ | ----------------- | ---------- | ---- |
| 1    | Ralph Bryans       | Honda             | 48"39'7    | 8    |
| 2    | Silvio Grassetti   | Benelli           | +1"43'5    | 6    |
| 3    | Heinz Rosner       | MZ                | +2 Vueltas | 4    |
| 4    | Alberto Pagani     | Aermacchi         | +2 Vueltas | 3    |
| 5    | Derek Woodman      | MZ                | +2 Vueltas | 2    |
| 6    | Fred Stevens       | Hannah-Paton      | +2 Vueltas | 1    |
| 7    | Kel Carruthers     | Métisse-Aermacchi | +2 Vueltas |      |
| 8    | Giuseppe Visenzi   | Aermacchi         | +2 Vueltas |      |
| 9    | Roberto Patrignani | Aermacchi         | +2 Vueltas |      |
| 10   | Karl Hoppe         | Aermacchi         | +3 Vueltas |      |
| 14   | Rex Butcher        | Norton            |            |      |
| 16   | Gilberto Milani    | Aermacchi         |            |      |
| Ret  | Giacomo Agostini   | MV Agusta         | Ret        |      |
| Ret  | Renzo Pasolini     | Benelli           | Ret        |      |
| Ret  | Daniel Lheraud     | Yamaha            | Ret        |      |

## Resultados 250cc
Mike Hailwood realizó la vuelta más rápida, pero en la cuarta vuelta de la carrera de 250cc se retiró debido a una fuga de aceite. Phil Read y Bill Ivy no lo recibieron como un regalo después de todo, porque Ralph Bryans luchó duro por la victoria. Al final, la Yamaha RD 05 resultó ser demasiado fuerte para el británico. Read ganó la carrera, Ivy fue segundo y Bryan, tercero.
| Pos. | Piloto            | Equipo    | Tiempo     | Pts. |
| ---- | ----------------- | --------- | ---------- | ---- |
| 1    | Phil Read         | Yamaha    | 39"22'2    | 8    |
| 2    | Bill Ivy          | Yamaha    | +0'6       | 6    |
| 3    | Ralph Bryans      | Honda     | +0'8       | 4    |
| 4    | Heinz Rosner      | MZ        | +1 vuelta  | 3    |
| 5    | Derek Woodman     | MZ        | +1 vuelta  | 2    |
| 6    | Ginger Molloy     | Bultaco   | +2 vueltas | 1    |
| 7    | Alberto Pagani    | Aermacchi | +2 vueltas |      |
| 8    | Jack Findlay      | Bultaco   | +3 vueltas |      |
| 9    | Bob Coulter       | Bultaco   | +3 vueltas |      |
| 10   | Giuseppe Visenzi  | Bultaco   | +3 vueltas |      |
| 11   | Daniel Lheraud    | Yamaha    |            |      |
| 12   | Luciano Spinello  | Aermacchi |            |      |
| 14   | Jim Curry         | Honda     |            |      |
| 15   | Angelo Tenconi    | Aermacchi |            |      |
| 16   | Giovanni Polenghi | Ducati    |            |      |
| Ret  | Mike Hailwood     | Honda     | Ret        |      |

## Resultados 125cc
En el octavo de litro, la carrera decidida después de los entrenamientos, porque los tiempos de vuelta estaban tan separados que se suponía que Bill Ivy (Yamaha RA 31) sería mucho más rápido que Hans-Georg Anscheidt con la Suzuki RT 67. Ivy comenzó mal, como de costumbre, pero después de tres vueltas tomó el liderazgo. Luego se dio cuenta de que toda el agua había desaparecido de su radiador y entró a boxes para rellenarlo. Sin embargo, Ivy volvió dos vueltas más tarde para enfriar el agua a lo que Anscheidt volvió a ocupar el primer lugar. Ivy solo se aseguró la victoria justo antes de la línea de meta. La Yamaha había demostrado su fiabilidad en cualquier caso. Ivy ahora tenía el máximo de puntos: 48 de seis carreras (contando) y, por lo tanto, era matemáticamente campeón del mundo.

| Pos. | Piloto               | Moto    | Tiempo     | Pts. |
| ---- | -------------------- | ------- | ---------- | ---- |
| 1    | Bill Ivy             | Yamaha  | 37"13'5    | 8    |
| 2    | Hans-Georg Anscheidt | Suzuki  | +0'2       | 6    |
| 3    | László Szabó         | MZ      | +1 Vuelta  | 4    |
| 4    | Walter Scheimann     | Honda   | +1 Vuelta  | 3    |
| 5    | Giovanni Burlando    | Honda   | +1 Vuelta  | 2    |
| 6    | Jim Curry            | Honda   | +1 Vuelta  | 1    |
| 7    | Kel Carruthers       | Honda   | +1 Vuelta  |      |
| 8    | Heinz Kriwanek       | Rotax   | +2 Vueltas |      |
| 9    | Angelo Orsenigo      | Bultaco | +2 Vueltas |      |
| 10   | Siegfried Lohmann    | MZ      | +2 Vueltas |      |
| 11   | Rex Avery            | EMC     |            |      |
| Ret  | Ginger Molloy        | Bultaco | Ret        |      |